# IC 3450
IC 3450 је лентикуларна галаксија у сазвјежђу Береникина коса која се налази на листи објеката дубоког неба у Индекс каталогу.
Деклинација објекта је + 26° 47' 47" а ректасцензија 12h 31m 24,9s. Привидна величина (магнитуда) објекта IC 3450 износи 15,5 а фотографска магнитуда 16,5. IC 3450 је још познат и под ознакама KUG 1228+270, PGC 89616.